# Platypalpus flammifer
Platypalpus flammifer is een vliegensoort uit de familie van de Hybotidae, die tot de orde tweevleugeligen (Diptera) behoort. De wetenschappelijke naam van de soort werd voor het eerst geldig gepubliceerd in 1924 door Axel Leonard Melander.